# Medasina javensis
Medasina javensis là một loài bướm đêm trong họ Geometridae.